# Ty Pennington
Tygert Burton (Ty) Pennington (geboren als Gary Tygert Burton; Atlanta, Georgia, 19 oktober 1964) is een Amerikaanse tv-presentator, model, filantroop, en timmerman. Hij is het meest bekend als presentator van het programma Extreme Makeover: Home Edition dat op dit moment wordt uitgezonden door Net5 in Nederland, VT4 in België en ABC in de Verenigde Staten en Ty's Great British Adventure, dat momenteel wordt uitgezonden op UKTV home in het Verenigd Koninkrijk. Vroeger was Ty een timmerman op de TLC-realitysoap Trading Spaces. Tegenwoordig maakt hij een meubellijn met het bedrijf Howard Miller Company.

## Jeugd
Ty Pennington werd geboren op 19 oktober 1964 als Gary Tygert Burton. Ty's ouders scheidden toen Ty en zijn oudere broer nog klein waren. Zijn moeder, Yvonne, leefde lang als alleenstaande moeder, totdat ze uiteindelijk opnieuw trouwde. Haar nieuwe man adopteerde beide jongens en gaf ze een nieuwe achternaam, namelijk Pennington. Ty groeide op in Marietta, Georgia. Hij had in zijn jeugd de diagnose ADHD.

## Opleiding
Als een zelf omschreven "Jack of all trades" (“mannetje van alles”), leerde Pennington het timmermanswerk al op vroege leeftijd. Zijn interesse in huisverbetering startte toen hij en verschillende kinderen uit de buurt een boomhut bouwde van drie verdiepingen hoog, die Ty had ontworpen toen hij 12 jaar oud was. Van daaruit begon hij zichzelf aan te leren over het timmerwerk en de huisverbetering. Na zijn opleiding op Sprayberry High School in Marietta, Georgia, ging hij studeren aan de Kennesaw State University. Hier ontving hij zijn diploma tot grafisch ontwerper van de Atlanta College of Art terwijl hij tijdens zijn studie werkte als timmerman.

## Modellenwerk
Tijdens zijn laatste semester werd Pennington benaderd door een modelscout. Snel daarna begon hij aan zijn lucratieve carrière op dat gebied. Hij reisde heel de wereld rond en deed opdrachten voor onder andere Swatch en Sprite en verscheen in tv-reclames voor onder andere Diet Coke, Levi's, Macy's en Bayer. Zijn werk als model bracht hem naar plaatsen over heel de wereld. Zo ging hij naar Japan, Thailand, Italië, Tracadie-Sheila en Duitsland.

## Televisie
Ty bracht zijn handwerkvermogen en ontwerpvisie naar een carrière in de entertainmentindustrie, door een setontwerper te worden voor de film Leaving Las Vegas in 1995. Zijn professionele doorbraak kwam pas in de hitshow Trading Spaces van The Learning Channel. Hij werd snel bekend om zijn gevoel voor humor en creatieve stijl gedurende vier jaar als de ondeugende ontwerper en timmerman van de show. Ty begon ook met acteren. In 2003 speelde hij Wilbur Wright in de onafhankelijke film The Adventures of Ociee Nash en in 2004 maakt hij een verschijning in de tv-serie Wild Card. Hij verscheen ook in de muziekclip I'm Gone van countryzanger Cyndi Thomson.
Toen ABC een programma begon te ontwikkelen waarin huizen, van families die dat nodig hebben, een metamorfose krijgen in zeven dagen of minder, werd Ty als teamleider gekozen van een ontwerpteam van acht personen. Extreme Makeover: Home Edition, wat oorspronkelijk bedoeld was als een 13-delige special, werd een grote hit en Ty wierf in hoofdlijnen meer populariteit. Dit leidde tot een deal met Sears, een sponsor van de show. In de jaren sinds dat de show begon werd Ty bekend als iemand die alles moest bevechten, van spierpijn tot een zonnesteek tot voedselvergiftiging om toch zijn werk te blijven doen. Nu hij zijn achtste seizoen als presentator en ontwerper begint, besteedt Ty 240 tot 260 dagen van elk jaar aan de show en hij beweert dat het de beste baan in de wereld is. Het succes van Extreme Makeover: Home Edition in het Verenigd Koninkrijk, waar het vertoond wordt op de zender UKTV Style, resulteerde in de serie Ty's Great British Adventure, waarin Ty werkte met de gemeenschap van Portreath in Cornwall om een park te restaureren binnen een week. De serie werd vertoond op 16 september 2008.
Vanwege zijn samenwerking met Sears was Ty de eigenaar van Furniture Unlimited, dat gevestigd is in Atlanta en Los Angeles. Hij leent ook zijn naam aan Sears, die met hun ontwerpteam de ontwerpen van elk voorwerp van de Ty Pennington Style lijn voorzien. Deze lijn bevat onder andere beddengoed, tafelblad voorwerpen, badaccessoires, patiomeubels en andere veelsoortige huisdecoraties. In toevoeging tot zijn betrokkenheid in het ontwerp, de promotieacties en de reputatiebehartiging voor Sears, is Ty ook actief in de gemeenschapspromotie in de Sears American Dream Campaign. Als toevoeging voor zijn meubelontwerpen heeft hij ook een lijn van hardhoutvloeren bij Lumber Liquidators.
Pennington publiceerde in 2003 het boek Ty's Tricks: Home Repair Secrets Plus Cheap and Easy Projects to Transform Any Room, een doe-het-zelfgids voor huisverbeteringen. Op 15 mei 2007 gaf hij de eerste publicatie van zijn tijdschrift Ty Pennington at Home uit. Het blad geeft zijn fans en toekomstige interieurontwerpers een glimp op zijn werk, net zoals kleine stukjes van zijn drukke leven. Hij heeft veel van zijn technieken en de technieken van andere interieurontwerpers omschreven in het tijdschrift. Daarnaast heeft hij ook veel ingestuurde vragen van lezers beantwoord.
Op 25 juli 2008 kondigde Ty een driejarige samenwerking aan met Marketplace Events, de grootste organisator van huisdecoraties en tuinshows in Noord-Amerika. Ty zal de voorlichter zijn voor de meer dan 30 evenementen in 25 markten.
In september 2008 werd Pennington de woordvoerder voor Abbott Nutrition en hun nieuwe inpakformule voor babyvoeding genaamd Similac SimplePac. Hij was ook betrokken met de Similac Custom Nursery Design Contest en Ty’s Nursery Guide dat onderdeel was van een nieuwe productmarketing.

## Goede doel
Een populaire rubriek in het tijdschrift van Ty Pennington is waarin Pennington discussieert over zijn betrekking met verschillende goede doelen. Als voorbeeld bezocht hij Hawaï en kwam zodoende AccesSurfHawai tegen, een groep vrijwilligers die kinderen met een handicap helpen om te leren surfen en andere watersporten te spelen. Ty besteedde de dag door te surfen met de vrijwilligers en de kinderen. Daarna benaderde hij de oprichter, Mark Marble en zei: "I've been to Hawaii six times and this is the first time I've understood the true meaning of “Aloha”" (vertaald: Ik ben al zes keer naar Hawaï geweest en dit is de eerste keer dat ik de ware betekenis van “Aloha” begreep).
Hij hielp ook Bayer Asprin, waarvoor hij een gretige woordvoerder was. Samen lanceerden zij hun eerste Wonders of the Heart wedstrijd. Hij deed ook mee aan een voetbalwedstrijd voor beroemdheden als onderdeel van een inzamelingsactie voor de "Los Angeles Children's Hospital". Hiervoor was een benefiet georganiseerd voor beenmergtransplantatiepatiënten door olympisch goudenmedaillewinnaar Mia Hamm. Ty gaf rondleidingen langs verschillende Hollywoodhuizen en werkplaatsen, waaronder die van hemzelf, medeontwerper van Extreme Makeover: Home Edition Michael Moloney, actrice Constance Zimmer en talkshowpresentatrice en kok Rachael Ray. Hij toonde makeovers die hij heeft gegeven aan andere beroemdheden, waaronder Mark Stines, medepresentator Dayna Devon (gedaan met veel assistentie door Michael Moloney en medepresentatrice Kelly Ripa). Hij gaf vele "Behind the Scenes" rondleidingen van Extreme Makeover: Home Edition, waarbij hij het werk van de rest van de ontwerpers en productiecrew gedurende de zeven dagen durende transformaties van de huizen en levens van mensen liet zien.

## Arrestatie
Pennington werd op 5 mei 2007 om 0:35 ‘s nachts gearresteerd in Los Angeles, op verdenking van rijden onder invloed. Hij werd vrijgelaten nadat een boete van $5000,- werd betaald. Pennington kondigde een verontschuldiging aan kort daarna. Later kwam naar buiten dat Ty een promillage had van 0,14% in zijn bloed nadat hij werd aangehouden. De legale limiet in Californië is 0,08%. Pennington zei dat dit zijn wekroep was, hij verontschuldigde zich aan zijn fans, ABC Television en zijn ontwerpteam voor zijn inschattingsfout en de schaamte die hij had veroorzaakt.
Op 25 juni 2007 werd Pennington betrapt op te hard rijden. Hij kreeg een boete van $390,- en kreeg een ontzegging van zijn rijbewijs voor 90 dagen en een proeftijd van 36 maanden. Hij moest ook een cursus van 90 dagen volgen over alcoholbehandeling en vrijwilligerswerk voor de gemeenschap leveren.

## Boeken
- Good Design Can Change Your Life: Beautiful Rooms, Inspiring Stories, Simon & Schuster; (9 september 2008) ISBN 978-0743294744
- Ty's Tricks: Home Repair Secrets Plus Cheap and Easy Projects to Transform Any Room, Hyperion (2003) ISBN 1401300677